# Magyar férfi asztalitenisz-csapatbajnokság
A magyar férfi asztalitenisz-csapatbajnokság 1925-től kerül megrendezésre. A bajnokságot a Magyar Asztalitenisz Szövetség írja ki és rendezi meg.
A legtöbb bajnoki címet a BVSC (Vasútépítő Törekvés) nyerte, 26-szor győztek.

## Az eddigi érmesek
| Évad    | 1. hely                        | 2. hely                                              | 3. hely                       |
| ------- | ------------------------------ | ---------------------------------------------------- | ----------------------------- |
| 1924–25 | Mátyásföldi LTC                | MTK                                                  | Hitelbank SE                  |
| 1925–26 | MTK                            | KISOSZ                                               | Nemzeti SC                    |
| 1926–27 | MTK                            | ?                                                    | ?                             |
| 1927–28 | Nemzeti SC                     | MTK                                                  | Újpesti TE                    |
| 1928–29 | MTK                            | BSE                                                  | Nemzeti SC                    |
| 1929–30 | MTK                            | BSE                                                  | Nemzeti SC                    |
| 1930–31 | BSE                            | MTK                                                  | Nemzeti SC                    |
| 1931–32 | MTK                            | BSE                                                  | Duna SC                       |
| 1932–33 | Duna SC                        | MTK                                                  | BSE                           |
| 1933–34 | Duna SC                        | MTK                                                  | BSE                           |
| 1934–35 | Duna SC                        | Újpesti TE                                           | MTK                           |
| 1935–36 | Duna SC                        | MTK                                                  | Ferencvárosi TC               |
| 1936–37 | MTK                            | Duna SC                                              | Vívó és Atlétikai Club        |
| 1937–38 | Duna SC                        | MTK                                                  | Vívó és Atlétikai Club        |
| 1938–39 | Vívó és Atlétikai Club         | MTK és Újpesti TE és Duna SC                         |                               |
| 1939–40 | Újpesti TE                     | Vívó és Atlétikai Club                               | MTK                           |
| 1940–41 | Duna SC                        | Vívó és Atlétikai Club és Újpesti TE és Piarista DSE |                               |
| 1941–42 | Szabadkai ATC                  | Duna SC                                              | Debreceni EAC                 |
| 1942–43 | Weiss Manfréd TK               | Szabadkai ATC                                        | Postás SE                     |
| 1943–44 | Csepeli GyTK                   | Postás SE                                            | MAC                           |
| 1945    | Postás SE                      | Vívó és Atlétikai Club                               | Elektromos MSE                |
| 1945–46 | Miskolci MTE                   | Elektromos MSE                                       |                               |
| 1946–47 | Postás SE                      | Kaposvári MTE                                        |                               |
| 1947–48 | Mezőkémia SE                   | Hutter Olaj SC és Postás SE és KAOSZ SE              |                               |
| 1948–49 | Mezőkémia SE                   | Elida SC                                             | Postás SE                     |
| 1949–50 | Központi Lombik                | Bp. Vörös Meteor                                     | Kaposvári DSK                 |
| 1950    | Központi Lombik                | Bp. Vörös Meteor                                     | Közalkalmazottak SE           |
| 1951    | SZOT I.                        | Dózsa SE                                             | Honvéd SE                     |
| 1952    | Budapest I.                    | Budapest II.                                         | Budapest IV.                  |
| 1953    | SZOT I.                        | Munkaerőtartalékok SE                                | Dózsa SE                      |
| 1954    | Bp. Vörös Meteor               | IX. ker. Lendület                                    | Bp. Dózsa                     |
| 1955    | Bp. Spartacus                  | Bp. Bástya                                           | Bp. Vörös Meteor              |
| 1957    | Vasútépítő Törekvés            | Bp. Vörös Meteor                                     | Kőbányai Lombik               |
| 1957–58 | Vasútépítő Törekvés            | Bp. Vörös Meteor                                     | Egyetértés SC                 |
| 1958–59 | Vasútépítő Törekvés            | Bp. Vörös Meteor                                     | BRESC                         |
| 1959–60 | VM Egyetértés                  | Bp. Vörös Meteor                                     | Vasútépítő Törekvés           |
| 1960–61 | Bp. Vörös Meteor               | Vasútépítő Törekvés                                  | VM Közért                     |
| 1961–62 | Vasútépítő Törekvés            | Bp. Vörös Meteor                                     | VM Közért                     |
| 1962–63 | Bp. Vörös Meteor               | Vasútépítő Törekvés                                  | VM Egyetértés                 |
| 1964    | Vasútépítő Törekvés            | Bp. Vörös Meteor                                     | VM Közért                     |
| 1965    | BVSC                           | VM Közért                                            | Bp. Vörös Meteor              |
| 1966    | BVSC                           | VM Közért                                            | Bp. Vörös Meteor              |
| 1967    | BVSC                           | Bp. Spartacus                                        | VM Közért                     |
| 1968    | Bp. Spartacus                  | BVSC                                                 | VM Közért                     |
| 1969    | BVSC                           | Bp. Spartacus                                        | Csepel SC                     |
| 1970    | Bp. Spartacus                  | BVSC                                                 | Csepel SC                     |
| 1971    | Bp. Spartacus                  | BVSC                                                 | Csepel SC                     |
| 1972    | BVSC                           | Bp. Spartacus                                        | Ganz-MÁVAG VSE                |
| 1973    | Bp. Spartacus                  | BVSC                                                 | Postás SE                     |
| 1974    | BVSC                           | Bp. Spartacus                                        | Ganz-MÁVAG VSE                |
| 1975    | Bp. Spartacus                  | BVSC                                                 | Ganz-MÁVAG VSE                |
| 1976    | Bp. Spartacus                  | BVSC                                                 | Ganz-MÁVAG VSE                |
| 1977    | Bp. Spartacus                  | BVSC                                                 | Ganz-MÁVAG VSE                |
| 1978    | BVSC                           | Bp. Spartacus                                        | Honvéd Kilián FSE             |
| 1979    | BVSC                           | Bp. Spartacus                                        | Ganz-MÁVAG VSE                |
| 1980    | BVSC                           | Bp. Spartacus                                        | DÉLÉP SC                      |
| 1981    | Bp. Spartacus                  | BVSC                                                 | Ceglédi VSE                   |
| 1982–83 | Bp. Spartacus                  | BVSC                                                 | Ceglédi VSE                   |
| 1983–84 | BVSC                           | Bp. Spartacus                                        | Ceglédi VSE                   |
| 1984–85 | Bp. Spartacus                  | BVSC                                                 | Ceglédi VSE                   |
| 1985–86 | BVSC                           | Bp. Spartacus                                        | Postás SE                     |
| 1986–87 | Bp. Spartacus                  | BVSC                                                 | Postás SE                     |
| 1987–88 | BVSC                           | Postás SE                                            | Bp. Spartacus                 |
| 1988–89 | BVSC                           | Postás SE                                            | Bp. Spartacus                 |
| 1989–90 | Postás SE                      | BVSC                                                 | Kiskunfélegyházi Lenin TSZ SK |
| 1990–91 | BVSC                           | Postás SE                                            | Kiskunfélegyházi Lenin TSZ SK |
| 1991–92 | Kiskunfélegyházi Zöldmező SZSE | Postás SE                                            | BVSC                          |
| 1992–93 | Kiskunfélegyházi Zöldmező SZSE | Postás SE                                            | Hejőcsabai Cementművek SC     |
| 1993–94 | Kiskunfélegyházi AC            | LRI-Malév SC                                         | Postás SE                     |
| 1994–95 | Kiskunfélegyházi AC            | Postás SE                                            | LRI-Malév SC                  |
| 1995–96 | Kiskunfélegyházi AC            | Postás SE                                            | LRI-Malév SC                  |
| 1996–97 | Postás-Matáv SE                | LRI-Malév SC                                         | Kiskunfélegyházi AC           |
| 1997–98 | Postás-Matáv SE                | LRI-Malév SC                                         | Ceglédi VSE                   |
| 1998–99 | Postás-Matáv SE                | Ceglédi VSE                                          | LRI-Malév SC                  |
| 1999–00 | Postás-Matáv SE                | Ceglédi VSE                                          | LRI-Malév SC                  |
| 2000–01 | LRI-Malév SC                   | Kecskeméti Spartacus                                 | BVSC                          |
| 2001–02 | Postás-Matáv SE                | BVSC                                                 | Kecskeméti Spartacus          |
| 2002–03 | BVSC                           | Kecskeméti Spartacus                                 | Postás-Matáv SE               |
| 2003–04 | BVSC                           | Kecskeméti Spartacus                                 | Ceglédi VSE                   |
| 2004–05 | BVSC                           | Kecskeméti Spartacus                                 | Celldömölki VSE               |
| 2005–06 | Kecskeméti Spartacus           | Celldömölki VSE                                      | Szombathelyi AK               |
| 2006–07 | BVSC                           | Celldömölki VSE                                      | Kecskeméti Spartacus          |
| 2007–08 | BVSC                           | Celldömölki VSE                                      | Büki TK                       |
| 2008–09 | BVSC                           | Celldömölki VSE                                      | Büki TK                       |
| 2009–10 | Celldömölki VSE                | Lombard AC                                           | PTE-Pécsi EAC                 |
| 2010–11 | Celldömölki VSE                | Pénzügyőr SE                                         | Félegyházi ASI                |
| 2011–12 | Celldömölki VSE                | Szegedi AC                                           | Szerva ASE Szécsény           |
| 2012–13 | Celldömölki VSE                | Budaörsi SC                                          | Szerva ASE Szécsény           |
| 2013–14 | Celldömölki VSE                | PTE-Pécsi EAC                                        | Komló Sport                   |
| 2014–15 | Celldömölki VSE                | PTE-Pécsi EAC                                        | Komló Sport                   |
| 2015–16 | Celldömölki VSE                | PTE-Pécsi EAC                                        | Szerva ASE Szécsény           |
| 2016–17 | PTE-Pécsi EAC                  | Szerva ASE Szécsény                                  | Celldömölki VSE               |
| 2017–18 | Celldömölki VSE                | PTE-Pécsi EAC                                        | BVSC-Zugló                    |
| 2018–19 | BVSC-Zugló                     | PTE-Pécsi EAC                                        | Celldömölki VSE               |
| 2019–20 | PTE-Pécsi EAC                  | Celldömölki VSE                                      | Szerva ASE Szécsény           |
| 2020–21 | PTE-Pécsi EAC                  | Szerva ASE Szécsény                                  | Celldömölki VSE               |
| 2021–22 | PTE-Pécsi EAC                  | Komlói Bányász                                       | Soltvadkerti TE               |
| 2022–23 | PTE-Pécsi EAC                  | Celldömölki VSE                                      | Komlói Bányász                |
| 2023–24 | Soltvadkerti TE                | PTE-Pécsi EAC                                        | Celldömölki VSE               |
| 2024–25 | PTE-Pécsi EAC                  | Celldömölki VSE                                      | Komlói Bányász                |